# Атрак
Атра́к (Atruq; также Артак, Ардак, Отра́к, Отро́к, ? — после 1125 года) — половецкий хан, сын хана Шарукана.

## Биография

### На Кавказе
После поражений, понесённых от русских в 1111 году, орда Атрака и Сырчана отступила в Нижнее Подонье и северо-кавказские степи. Пополнившись отрядами из других разрозненных орд половцев, орда Атрака стала союзником донецких аланов, противостоявших русским.
С приходом на Северный Кавказ в 1117 году кипчаки разрушили Саркел (Белую Вежу), принудив жителей города, а также племена печенегов и торков уйти на Русь.
На Северном Кавказе половцы потеснили аланов, адыгов и вайнахов, но в начале XII века границы между ними стабилизировались по рекам Кубань, Нижняя Малка и Терек. Примирению между аланами и кипчаками способствовал грузинский царь Давид IV Строитель.
Для усиления военных сил страны царь Грузии Давид IV в 1118 году заключил союз с кипчаками из-за опасения вторжения сельджуков в Грузию. Поэтому ещё ранее царь Давид женился на Гурандухт, дочери предводителя кипчаков Атрака. Давид отправил к кипчакам послов, чтобы пригласить своего тестя с войском в Закавказье для участия в войне против сельджуков. Согласие со стороны кипчаков было получено. Кипчаков Атрака, пришедших в Грузию, было 40 000 воинов, не считая женщин. Кроме того, 5000 отборных воинов вошли в царскую гвардию. Орда хана Сырчана осталась кочевать на Дону.
После ухода Атрака к Давиду русские в 1116—1117 году ликвидировали аланское княжество на Северском Донце.

### Возвращение
После смерти Владимира Мономаха и царя Давида, в 1125 году, Атрак и часть его орды по приглашению хана Сырчана вернулись на Дон.
Возвращение Атрака со своими людьми в степь связано с живописной легендой: когда Сырчан прискакал на Кавказ, где Атрак в почёте и полном благополучии обитал уже долгое время, Атрак долго не поддавался его уговорам вернуться на родину. Тогда Сырчан достал из-за пазухи пучок степной травы, который взял с собой, покидая ненадолго степь, и запах сухой полыни изменил решение Атрака. Русская летопись при этом приписывает ему также такие слова: «да лучше есть на своей земле костю лечи нели на чуже славну быти»..

### Семья
Сын Атрака от одной из грузинских княжон — Кончак возглавил орду после отца и принимал активное участие в распрях русских князей, по некоторым сведениям даже «помогал нескольким русским князьям восходить на киевский престол». Кончак стал героем «Слова о полку Игореве», а сын Кончака Юрий «руководил кипчакскими воинами в битве с монголами на Калке», тогда и погиб. По другим сведениям, он был разбит монголами в 1223 году, но ещё до битвы на Калке.
Хан Атрак, помимо летописей, упоминается в русских былинах:
 Поднимается на Киев да Кудреванко-царь
 А да с ним с любимым-то зятем со Атраком,
 Он с любимым-то сыном да все со Коньшиком.
 Да у Атрака силушки сорок тысячей
 Да у Коньшика силы да сорок тысячей
 У самого-то Кудреванка да числу-смету нет.
Другой его сын, Елтук, был убит в 1180 году в битве у Долобского озера.